# Alexeni
Alexeni es una comuna ubicada en el distrito de Ialomița, Rumania.

## Superficie
Cuenta con una superficie de 43,58 kilómetros cuadrados.

## Demografía
Hasta 2021 la población era de 2215 habitantes, con una densidad de población de 50,83 habitantes por kilómetro cuadrado.